# Charmus brignolii
Espèce
Charmus brignolii est une espèce de scorpions de la famille des Buthidae.

## Distribution
Cette espèce est endémique d'Inde. Elle se rencontre dans le Territoire de Pondichéry dans le district de Pondichéry, au Tamil Nadu et en Andhra Pradesh.

## Description
Les mâles mesurent de 12,21 à 15,53 mm et les femelles de 10,39 à 16,97 mm.

## Systématique et taxinomie
Cette espèce a été décrite par Lourenço en 2000.

## Étymologie
Cette espèce est nommée en l'honneur de Paolo Marcello Brignoli.

## Publication originale
- Lourenço, 2000 : « Taxonomic considerations about the genus Charmus Karsch, 1879 with description of a new species to India (Scorpiones Buthidae). » Memorie della Societa Entomologica Italiana, vol. 78, no 2, p. 295-303.